# Cyphonisia straba
Cyphonisia straba is een spinnensoort uit de familie Barychelidae. De soort komt voor in Congo.